# Espace aérien contrôlé
Un espace aérien contrôlé est un espace dans lequel le service du contrôle (l'espacement entre aéronefs) est assuré. Il s'agit des classes d'espaces aériens A, B, C, D et E. Toute pénétration d'un aéronef y est soumise à une clairance, c'est-à-dire une autorisation du contrôle aérien (sauf pour l'espace aérien E, pour les vols en régime VFR par bonnes conditions météorologiques).
Un espace aérien non contrôlé est un espace dans laquelle tout aéronef assure lui-même l'évitement des autres aéronefs, le respect de la hauteur de survol du sol et des habitations et des minima météorologiques. Il s'agit des classes d'espaces aériens F et G. 
Le service du contrôle permet entre autres d'éviter les collisions entre les aéronefs. Le service du contrôle n'est pas rendu aux VFR en espace aérien de classe E, seulement aux VFR spéciaux.                       

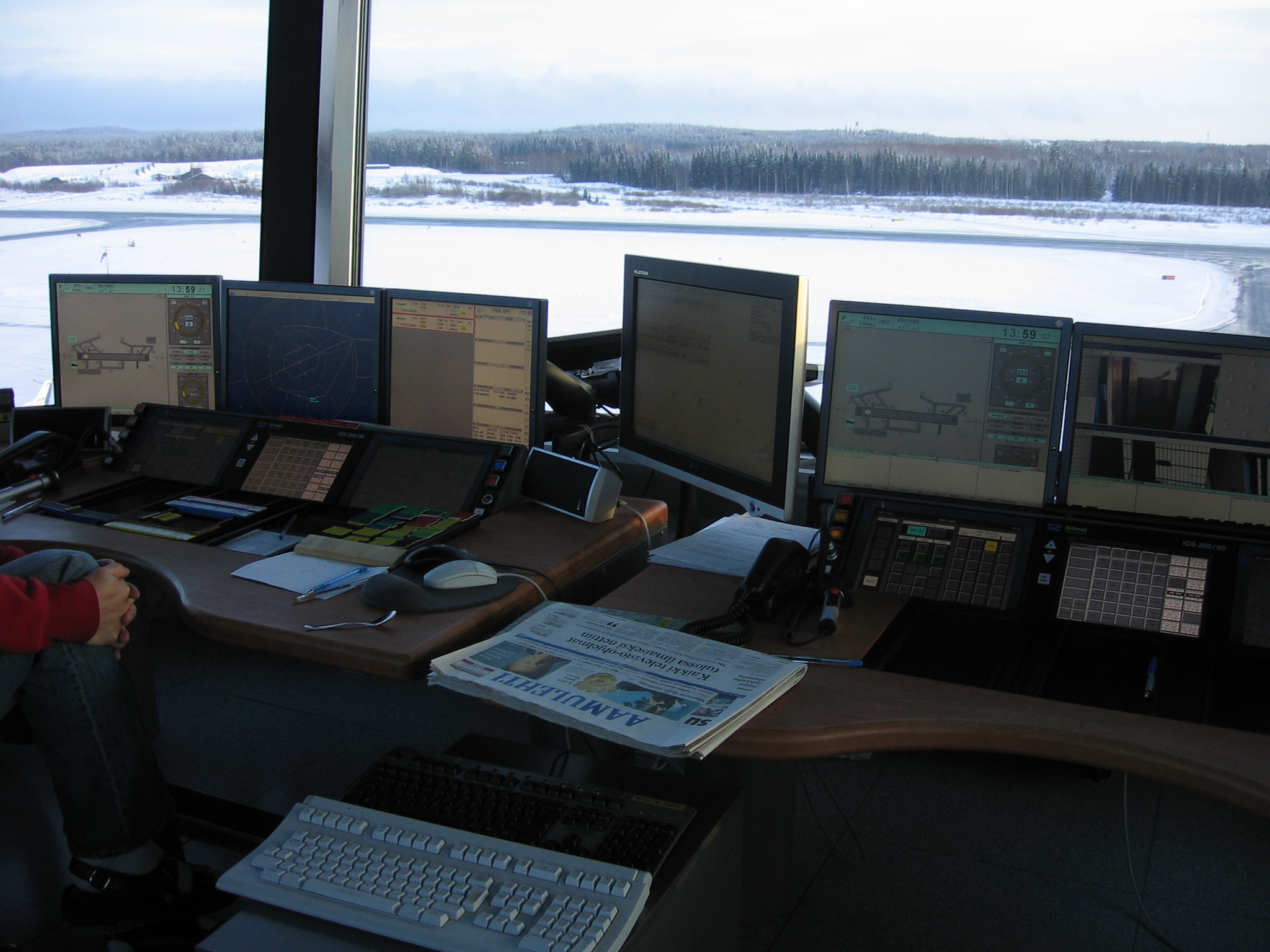

## En France
En France, les espaces aériens contrôlés sont :
- autour des aéroports: TMA et CTR;
- tout l'espace aérien au-dessus d'une certaine altitude, entre les niveaux de vol 115 et 660 (11 500 et 66 000 pieds en atmosphère standard, c'est-à-dire entre 3500 et 20100 mètres). En effet, au-dessus d'une certaine altitude, les aéronefs à turbomachines acquièrent une vitesse élevée, ce qui rend impossible un évitement par la simple règle du « voir et éviter ».

## Cas de contrôle défaillant
Accident aérien d'Überlingen